# Brauerei Bischofshof
La Brauerei Bischofshof est une brasserie à Ratisbonne, dans le Land de Bavière.

## Histoire
Franz Wilhelm von Wartenberg fonde la brasserie en 1649 à proximité immédiate de la cathédrale de Ratisbonne. Auparavant, il existait déjà une brasserie épiscopale qui nourrissait les ouvriers occupés à la construction de la cathédrale de Ratisbonne.

## Marque
La brasserie de l'abbaye de Weltenbourg fait partie de Bischofshof depuis 1973.
La forme juridique actuelle (GmbH & Co KG) existe depuis le 1er janvier 2020.